# Nexter NARWHAL
De Nexter NARWHAL is een vanop afstand bestuurd gestabliliseerd automatisch 20 mm-snelvuurkanonsysteem voor marineschepen van de Franse wapenfabrikant KNDS France. Het is vooral bedoeld om het schip te verdedigen tegen asymmetrische bedreigingen, zoals piraten en terroristen.
Het wapensysteem bouwt voort op Nexters THL 20- en THL 30-snelvuurkanonnen voor helikopters en 15A en 15B handbediende 20 mm-kanonnen voor marineschepen. Het past op alle scheepstypes, ook kleinere aanvals- en patrouilleboten.
Het wapen is Nexters M621 20 mm-kanon, waarvan het ontwerp nog uit de jaren 1960 dateert. Het wordt gecombineerd met gyrostabilisatie, een infrarooddoelzoeker, een laserafstandsmeter en een automatische videodoelwitvolger om een verdedigingssysteem te vormen.
De Franse Horizon- en Aquitaineklasse-fregatten, Mistralklasse-transportschepen en La Confianceklasse-patrouilleboten in Frans-Guyana worden met NARWHAL's bewapend. Ook Egypte en Libanon hebben het systeem aangekocht.